# Балка Великий Кастель
Балка Великий Кастель — заповідне урочище, розташоване неподалік від села Оленівка Чорноморського району АР Крим. Створена відповідно до Постанови ВР АРК № 353 від 20 травня 1980 року.

## Загальні відомості
Площа 20,9 гектарів. Розташоване на північний схід від села Оленівка Чорноморського району.
Урочище створено з метою комплексного збереження відокремленого цілісного ландшафту.